# Fouad Rachid
Fouad Rachid (nascido em 15 de fevereiro de 1991, em Mayotte, na França) é um jogador de futebol comorense que atualmente joga pelo clube francês Nancy. Ele joga como meio-campista.

## Carreira
Rachid fez sua estréia pelo Nancy na vitória por 2-0 contra o SM Caen em 12 de março de 2011, entrando como um substituto para Julien Féret. Ele fez o seu primeiro jogo como parte dos 11 iniciantes em 21 de agosto de 2011, quando o Nancy foi derrotado pelo Sochaux por 2-1 em casa. Em 22 de dezembro de 2011, Rachid passou a integrar o elenco do Épinal por empréstimo até o final da temporada 2011-2012, para a disputa do Championnat National.

### Carreira internacional
Rachid fez sua estréia pela seleção de Comores em 11 de novembro de 2011, em um jogo qualificatório para a Copa do Mundo de 2014 contra Moçambique, disputado na cidade de Mitsamiouli.